# Црква Светог Јована Крститеља у Великој Хочи
Црква Светог Јована Крститеља у Великој Хочи се налази на узвишењу код источног улаза у место. Подигнута је вероватно у 14. веку, што потврђују фрагменти фресака из тог времена. Представља непокретно културно добро као споменик културе од изузетног значаја.

## Изглед
Црква Светог Јована Крститеља је необичног архитектонског решења, црква је изведена у облику тетраконхоса, са квадратном припратом. Бочне апсиде су ниже од оних на истоку и западу. Наос и припрата пресведени су полуобличастим сводом. Апсиде су споља полигоналне, а изнутра полукружне. Масивни зидови су сазидани од притесаног камена и сиге у кречном малтеру. Цео храм је под полуобличастим сводом. Фасада храма је делимично омалтерисана на јужној фасади. У оквиру некадашње порте, са северне стране су звоник и конак, који са храмом чине целину.
На зидовима наоса сачувани су фрагменти живописа из 14. века и то у олтарској апсиди и на јужном зиду. Преостали очувани живопис, на зидовима и деловима свода, настао је осамдесетих година XVI века. На зидовима припрате је сачувана развијена представа Страшног суда, која укључује и фигуре прародитеља Адама и Еве на странама лучно засведеног улаза. У првој зони сачуване су само фигуре светитеља на јужном и источном зиду, док је на северном остала само фигура Св. Антонија. Изнад улаза у наос, у ниши је насликана допојасна икона Св. Јована кефалофороса. На странама свода припрате су очувани само доњи делови сцена Житија Светог Јована Претече. У наосу у првој зони сачуване су стојеће фигуре светитеља, осим у јужној певници. Изнад прве зоне је појас медаљона са допојасним представама светитеља. У другој зони западног зида и трећој зони северног и јужног зида су сцене из Богородичиног акатиста. У другој зони олтарског простора је Причешће апостола са Благовестима. У конхи западне апсиде је тешко оштећена сцена Преображења Христовог, у конхи северне апсиде Три младића у ужареној пећи, у олтару Богородица. Сцена у јужној апсиди није сачувана. У четвртој зони су Страдања Христова која почињу на источној страни јужног зида. Пета зона је веома оштећена, а претпоставља се да је у њој био циклус Великих празника. Од сликарства у темену свода сачувани су само фрагменти у јужном делу свода.
Контерваторско – рестауторски радови на фрескама делимично су изведени 1974 – 75. године.
Иконостас у Цркви Св. Јована компонован је од неколико делова из различитих периода. Конструкција иконостаса направљена је у 19. веку тако да на себе прими већ постојеће престоне иконе Богородице и христа, две мање иконе постављене једна изнад друге у престоној зони, десно између иконе Христа и јужног зида, Деизисни чин у другој зони и царске двери. Царске двери су с краја 16. века и имају уобичајену представу. На местима престоних икона доскора су се налазиле Лонгинове иконе Богородице са Христом и Христа које су сада у цркви Св. Стефана. Место храмовне славе је празно. Изнад северних двери је икона Св. Георгија и Димитрија на коњима, рад са краја 19. века. Место деизисног чина је празно, јер се икона која овде стајала, рад неког сликара из круга пећко – дечанских радионица из друге половине 16. века, данас налази у капели Св. Трифуна у Дечанском метоху. Космитис са распећем и иконама Богородице и Јована Богослова је невешто склопљен и дело је истог мајстора који је осликао и надверје северних двери, вероватно у 19. веку
- Фотографија цркве
- Иконостас
- Иконостас краљевска врата
- Бекство у Египат
- Христос и Свети Јован Крститељ
- Свети Прокопије и Нестор
- Акатист Пресветој Богородици
- Свети Јован Претеча и Крститељ